# 北星炭礦美流渡礦專用鐵道
北星炭矿美流渡矿专用铁道（日语：／ Hokuseitankoumirutokousenyoutetsudou */?）是过去连接北海道空知郡栗泽町（現岩见泽市栗泽町）日本國有鐵道萬字線美流渡站和上美流渡煤矿山，隶属于北星煤矿的专用铁路。在运输煤炭的同时，该线路亦因承担通勤、通学的作用而运行客运列车。

## 历史
- 1918年（大正7年）：在美流渡站-坑口铺设马车铁道。
- 1920年（大正9年）
  - 3月17日：美流渡 - 上美流渡炭山2.8km取得免许。
  - 12月26日：以上区间开始运输。
- 1921年（大正10年）11月：开始由铁道省进行运营管理。
- 1946年（昭和21年）10月25日：批准将定山溪铁道的1112（1100型）交付于本线。此外自国铁借调番号不明客车、车掌车各1辆，开始旅客运输。
- 1951年（昭和26年）6月19日：得到批准，将国铁的2146（2120型）交付于本线。
- 1956年（昭和31年）2月：自三井矿山美呗专用线购入2719（2700型）。
- 1957年（昭和32年）8月：废弃1112车辆。国铁不再进行运营管理，开始自主运营。
- 1959年（昭和34年）时：上美流渡炭山 - 绿开业。
- 1960年（昭和35年）12月：伴随企业合理化，分离自北海道炭矿汽船，成立美流渡炭矿（株）美流渡矿业所。
- 1966年（昭和41年）
  - 月日不详：自北海道炭矿汽船真谷地炭矿专用铁道购入8118（5051）。
  - 5月10日：2146用途废除，得到批准。
  - 7月15日：2146解体。
- 1967年（昭和42年）10月16日：北星煤矿合理化，伴随上美流渡选炭机废除，专用铁道亦废除。2719、8118报废。

## 车站一览
美流渡站 - （社）美流渡 - 樱（←樱丘） - 若叶（←旭丘） - 上美流渡炭山 - 绿

## 车辆

### 客车车厢
共有3辆木制2轴客车车厢
- Ha 1　竣工于1951年。原国铁Yo 420（1895年于神户工场制造），于1957年改造为客车[2]。在底盘上写着“Ro 420”[3]
- Ha 2　竣工于1958年，原国铁ハ1191（1912年于天野工场制造）[2]。后为富士身延铁道Hafu 1→胆振纵贯铁道Hafu 1→Ha 3[4]
- 无番号